# Golden Globe per la miglior copertura internazionale d'informazione
Il Golden Globe per la miglior copertura internazionale d'informazione è stato assegnato solamente nel 1963 alla trasmissione con la miglior copertura internazionale d'informazione dalla HFPA (Hollywood Foreign Press Association).

## Vincitori e candidati
- 1963
  - Telstar[1]